# Excalibur (Hübsch)
Ecalibur is een Franse fantasy-stripreeks die begonnen is in 1998 met Christophe Arleston als scenarist en Eric Hübsch als tekenaar. In het Nederlandse taalgebied verschenen vier delen, uitgegeven door uitgeverij Talent in de collectie 500, totdat deze uitgever failliet ging. De later verschenen nieuwe delen zijn tot op heden niet uitgebracht in Nederland en België.

## Verhaal
De tovenaar Merlijn is door de heks Morgane opgesloten in het hart van een stenen Menhir. Als hij tijdens een ritueel, die bedoeld is om heidense symbolen te vernietigen, wakker wordt zijn er vijf eeuwen verstreken. Al spoedig komt hij er achter dat zijn magische krachten door het oprukkende christendom zijn afgenomen. De mensen  in Ierland geloven niet meer in de oude goden. Het fantasievolk staat op het punt te verdwijnen. Met hulp van de jonge Gwynned, een afstammelinge van Galahad aan wie Merlijn het magische zwaard Excalibur toevertrouwt, probeert hij het christendom te verjagen.

## Albums
| Nummer | Titel                              | Uitgever(s)       | Verschenen |
| ------ | ---------------------------------- | ----------------- | ---------- |
| 1      | De verrijzenis van Merlijn         | Uitgeverij Talent | 1998       |
| 2      | De sidhe van de duizend zaligheden | Talent            | 2000       |
| 3      | De klauwen van Rome                | Talent            | 2002       |
| 4      | De woede van Merlijn               | Talent            | 2003       |
| 5      | Ys la magnifique                   |                   |            |
| 6      | Les gardiennes de Brocéliande      |                   |            |